# Granat No 20
No 20 – współczesny, holenderski granat zaczepny.
No 20 posiada korpus z tworzywa sztucznego, w którym zatopione jest 2100 stalowych kulek, które po wybuchu osiągają prędkość początkową 1600 m/s.